# (21985) Šejna
21985 Sejna (1999 XG15) – planetoida z pasa głównego asteroid okrążająca Słońce w ciągu 5,5 lat w średniej odległości 3,11 j.a. Odkryta 2 grudnia 1999 roku.